# Musée El Kobba
Le musée El Kobba ou musée des arts et traditions populaires de Sousse est un musée situé à Sousse en Tunisie.

## Bâtiment
Le musée se situe dans un ensemble d'édifices caractérisé par un dôme plissé à zigzag qui est unique en son genre en Tunisie. Ce bâtiment de la médina de Sousse remonte au Xe siècle. Il est aussi remarquable par sa façade ornée de niches et son arc polylobé. Un bâtiment contigu abrite le fondouk des Français au XIXe siècle et ensuite une auberge jusqu'aux années 1960. Cet ensemble, classé monument historique depuis 1945, est composé plus précisément du café Bayn el Qahâwi, du marabout Sidi Chérif et du fondouk Daoui. Le musée y est inauguré en 1994.
- Vidéo montrant l'extérieur du musée.

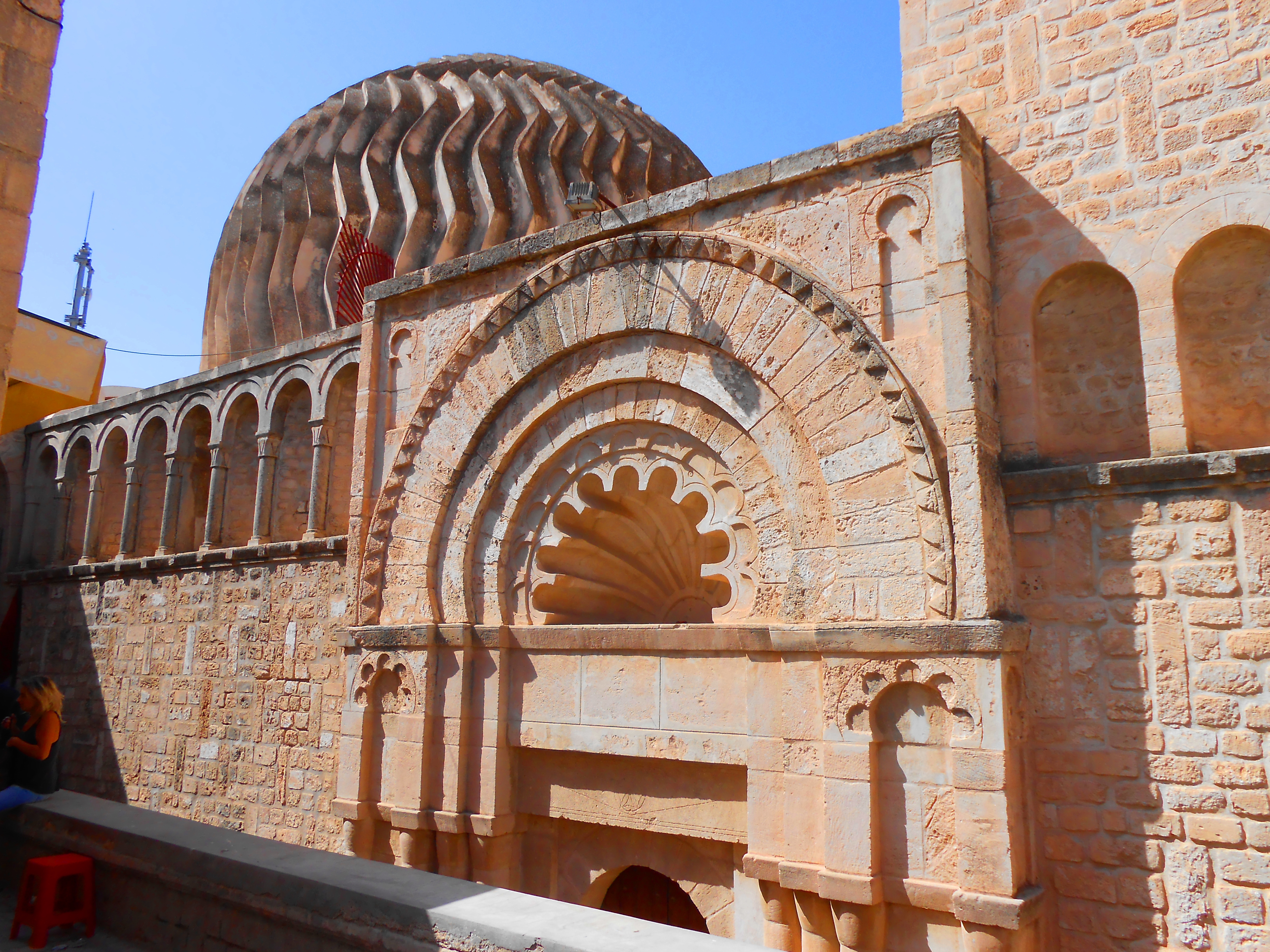
Vue de la façade avec ses niches et son arc polylobé.
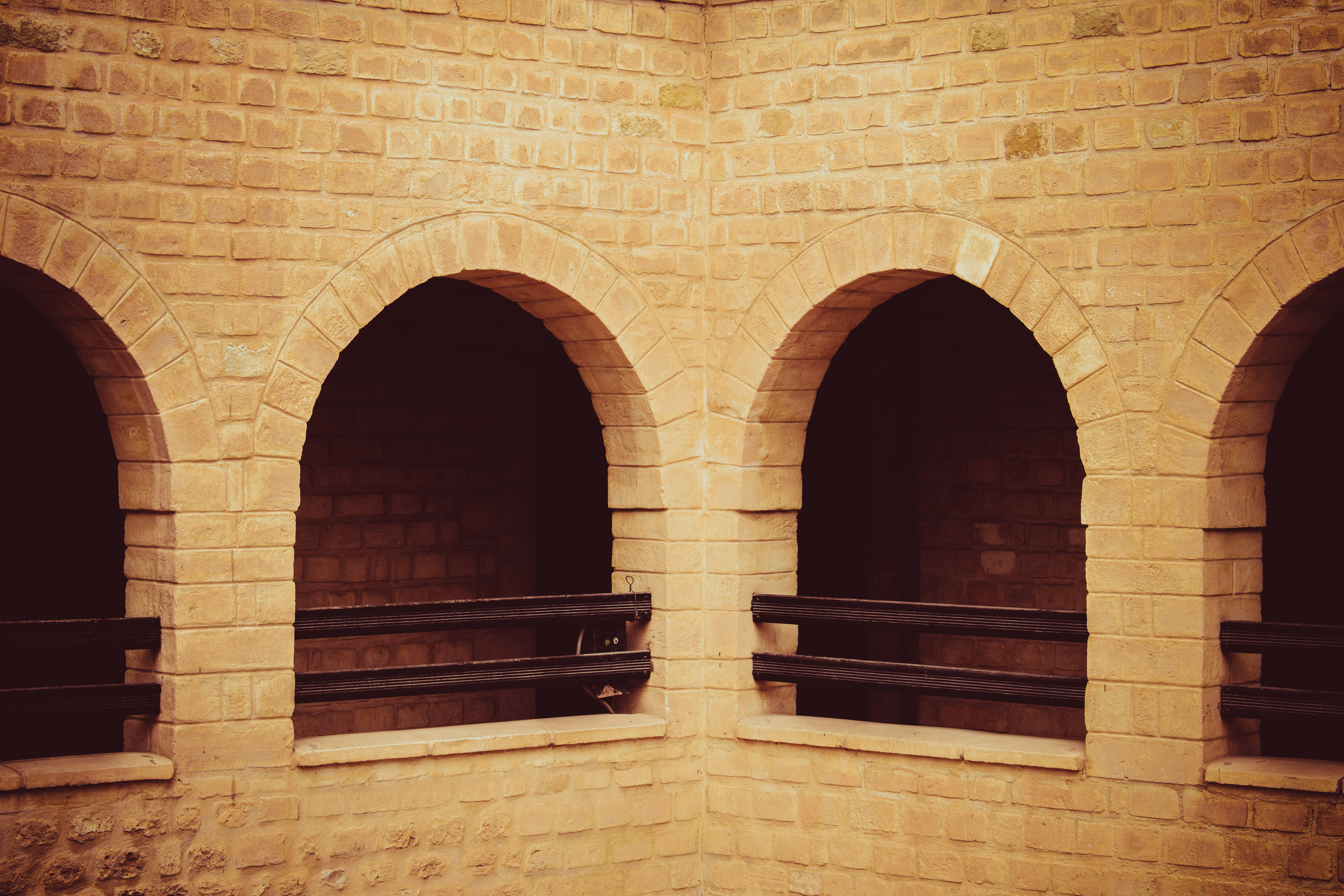
Arcades dans la cour du musée.
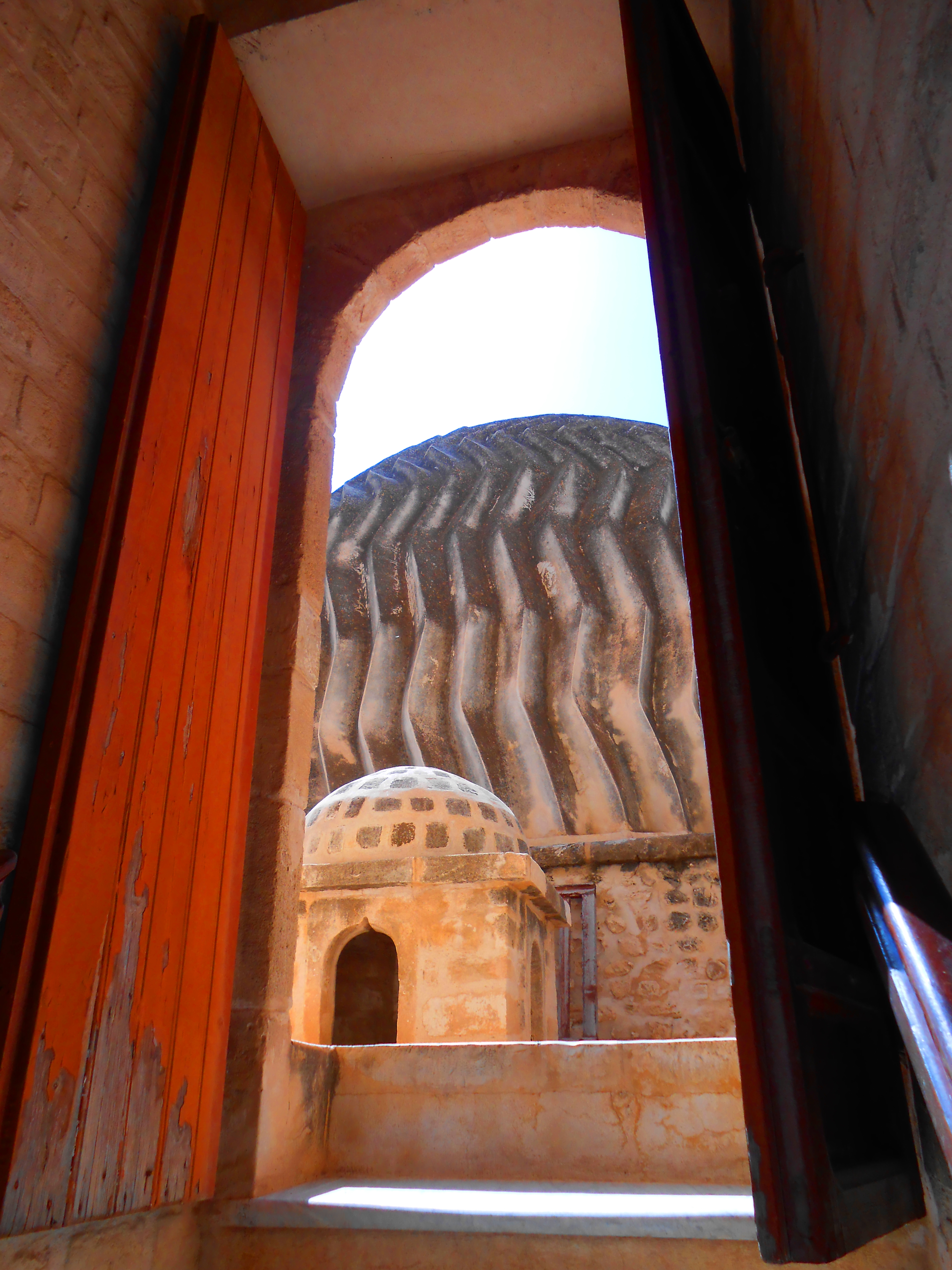
Accès vers la terrasse.
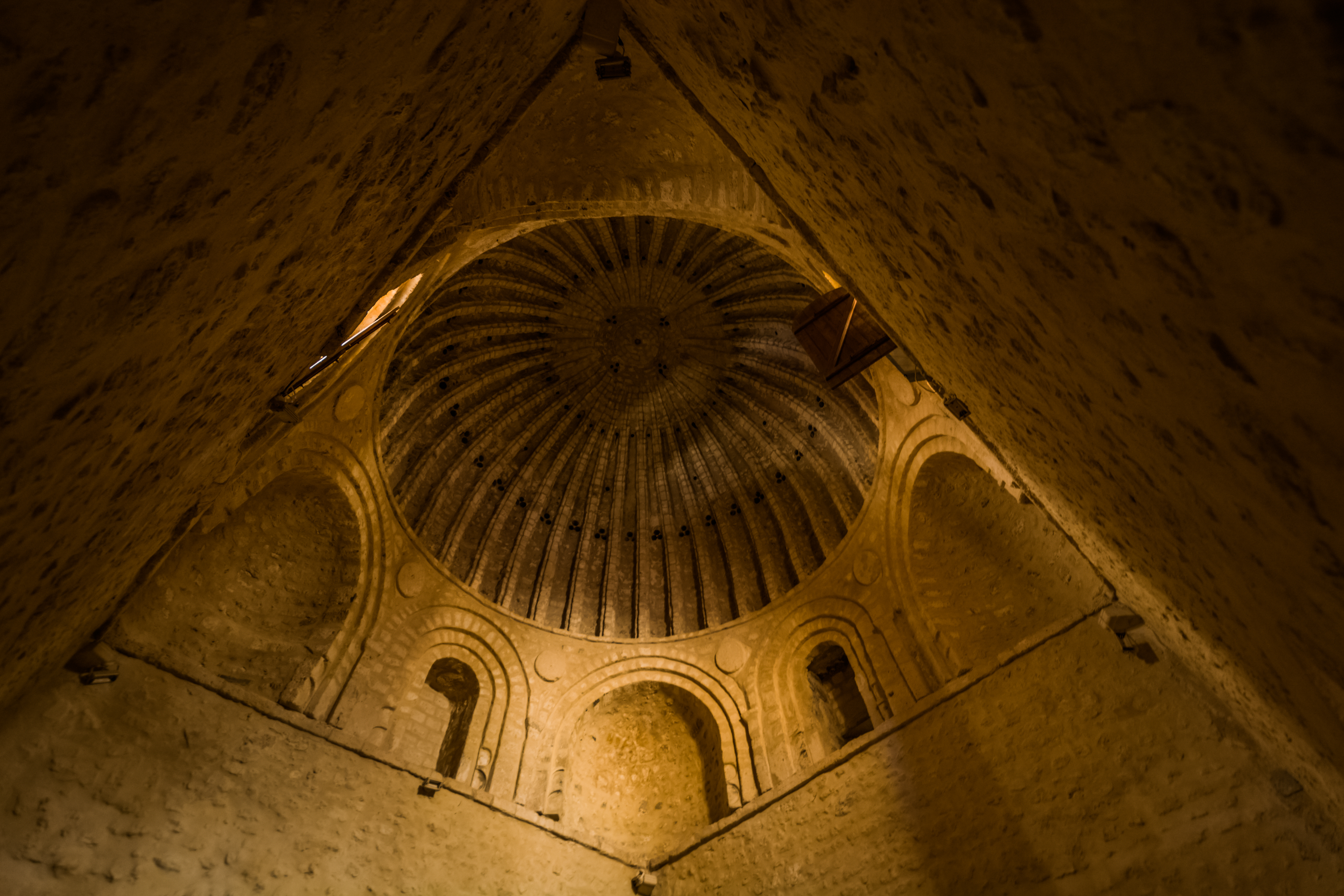
Vue intérieure de la coupole.
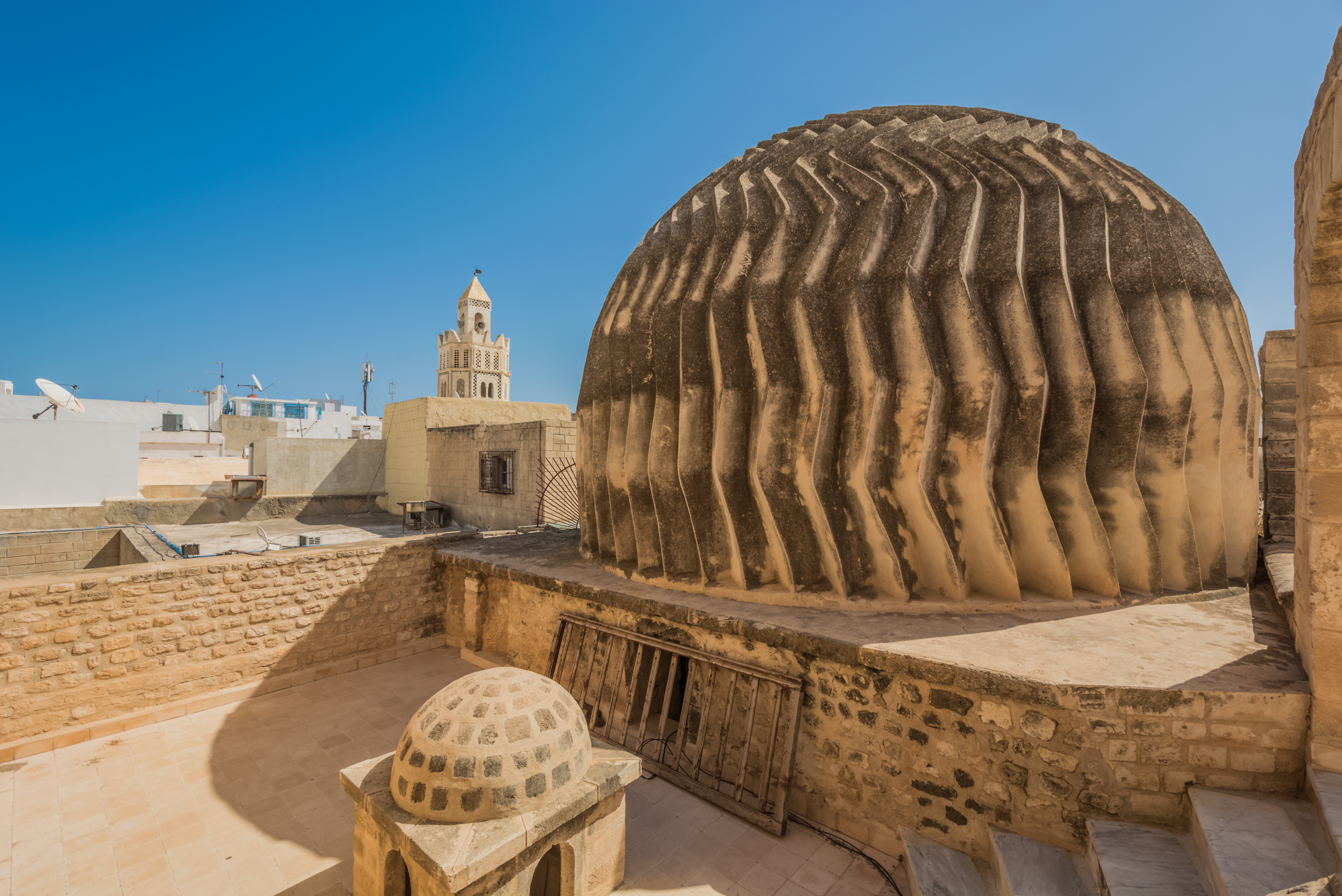
Vue extérieure de la coupole.

## Collections

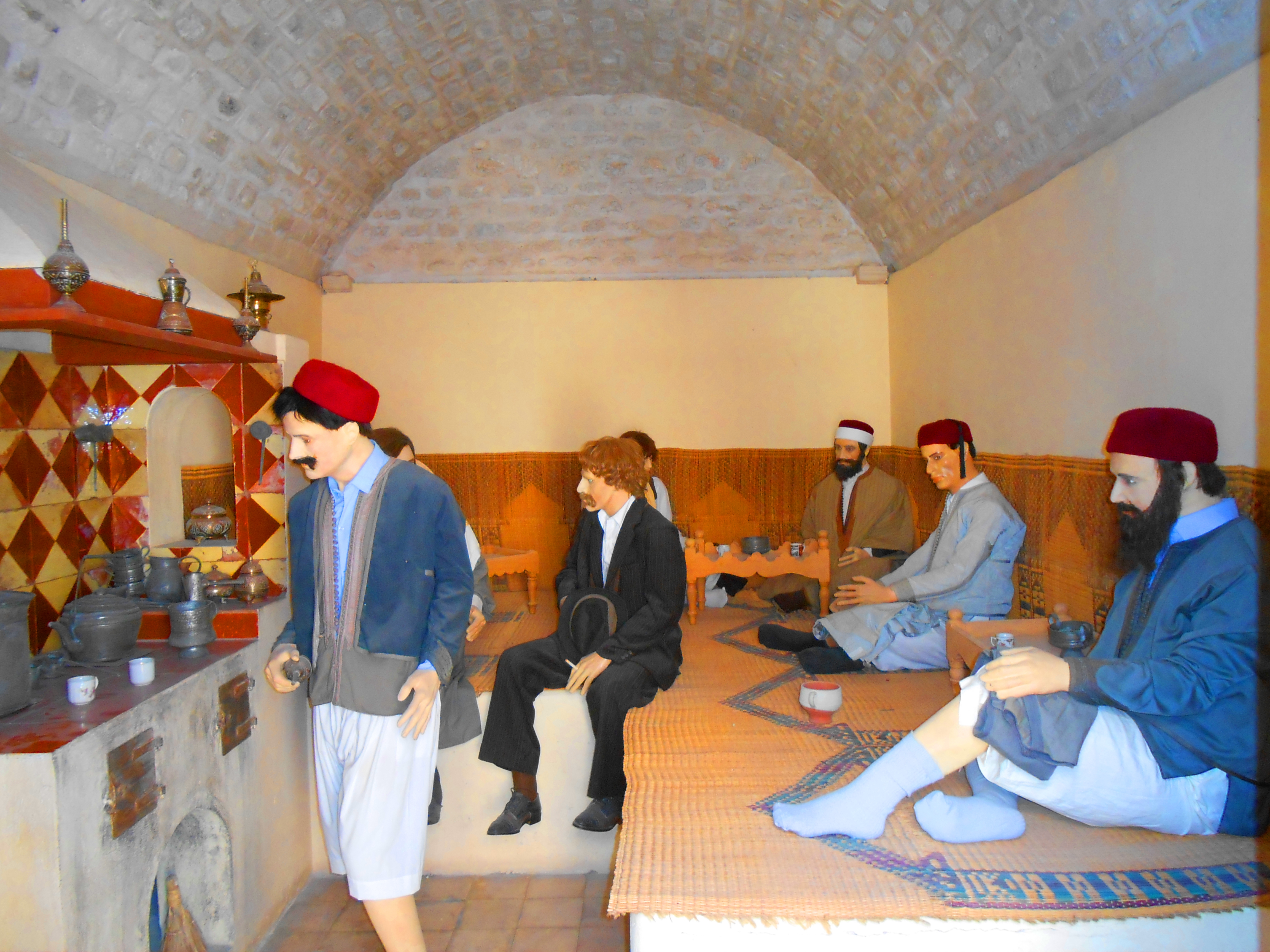
Scène d'un café traditionnel.

Le musée présente plusieurs scènes de la vie quotidienne de la région de Sousse, notamment le mariage traditionnel ou la préparation du couscous. Divers objets de l'artisanat local y sont également exposés.